# Congruum

Los dos triángulos rectángulos con longitudes de un cateto e hipotenusa (7,13) y (13,17), tienen sus terceros lados iguales y de longitud. El cuadrado de este lado, 120, es un congruum: es la diferencia entre valores consecutivos en la progresión aritmética de los cuadrados 7^{2}, 13^{2}, 17^{2}. De manera equivalente, las dos coronas circulares entre los tres círculos amarillos tienen áreas iguales, π veces el congruum

En teoría de números, un congruum (plural congrua) es la diferencia entre cuadrados perfectos sucesivos en una progresión aritmética de tres cuadrados.
Es decir, si {\displaystyle x^{2}}, {\displaystyle y^{2}} y {\displaystyle z^{2}} (para los números enteros {\displaystyle x}, {\displaystyle y} y {\displaystyle z}) son tres cuadrados que están igualmente separados entre sí, entonces la separación entre ellos, {\displaystyle z^{2}-y^{2}=y^{2}-x^{2}}, se denomina congruum.
El problema de la congruencia consiste en encontrar cuadrados en progresión aritmética y su congruum asociado. Se puede formalizar como una ecuación diofántica: encontrar los enteros {\displaystyle x}, {\displaystyle y} y {\displaystyle z} tales que
{\displaystyle y^{2}-x^{2}=z^{2}-y^{2}.}
Cuando se satisface esta ecuación con números enteros, ambos lados de la ecuación son iguales al congruum.
Leonardo de Pisa resolvió el problema de la congruencia encontrando una fórmula parametrizada para generar todos los congrua, junto con sus progresiones aritméticas asociadas. Según esta fórmula, cada congruum es cuatro veces el área de una terna pitagórica. Los congrua también están estrechamente relacionados con los números congruentes: todo congruum es un número congruente y todo número congruente es un congruum multiplicado por el cuadrado de un número racional.

## Ejemplos
Como ejemplo, el número 96 es un congruum porque es la diferencia entre cuadrados adyacentes en la secuencia 4, 100 y 196 (los cuadrados de 2, 10 y 14 respectivamente).
Los primeros congrua son:
24, 96, 120, 216, 240, 336, 384, 480, 600, 720 … (sucesión A256418 en OEIS)

## Historia
El problema del congruum se planteó originalmente en 1225, como parte de un torneo matemático preconizado por el emperador Federico II Hohenstaufen. La cuestión fue respondida correctamente en ese momento por Leonardo de Pisa, quien registró su trabajo sobre este problema en su obra Liber Quadratorum.
Fibonacci ya sabía que es imposible que un congruum sea un cuadrado, pero no dio una demostración satisfactoria de este hecho. Geométricamente, esto significa que no es posible que el par de catetos de un triángulo pitagórico sea el cateto y la hipotenusa de otro triángulo pitagórico. Finalmente, Pierre de Fermat dio una prueba y el resultado ahora se conoce como el teorema del triángulo rectángulo de Fermat. El propio Fermat también conjeturó, y Leonhard Euler probó, que no existe una secuencia de cuatro cuadrados formando una progresión aritmética.

## Solución parametrizada
El problema de la congruencia se puede resolver eligiendo dos enteros positivos distintos {\displaystyle m} y {\displaystyle n} (con {\displaystyle m>n}), y entonces el número {\displaystyle 4mn(m^{2}-n^{2})} es un congruum. El cuadrado central de la progresión aritmética de cuadrados asociada es {\displaystyle (m^{2}+n^{2})^{2}}, y los otros dos cuadrados se pueden encontrar sumando o restando el congruum. Además, multiplicar un congruum por un número cuadrado produce otro congruum, cuya progresión de cuadrados se multiplica por el mismo factor. Todas las soluciones surgen de una de estas dos proposiciones. Por ejemplo, el congruum 96 se puede construir mediante estas fórmulas con {\displaystyle m=3} y {\displaystyle n=1}, mientras que el congruo 216 se obtiene multiplicando el congruum más pequeño 24 por el número cuadrado 9.
Una formulación equivalente de esta solución, dada por Bernard Frénicle de Bessy, es que para los tres cuadrados en progresión aritmética {\displaystyle x^{2}}, {\displaystyle y^{2}} y {\displaystyle z^{2}}, el número del medio {\displaystyle y} es la hipotenusa de una terna pitagórica y los otros dos números {\displaystyle x} y {\displaystyle z} son la diferencia y la suma respectivamente de los dos catetos del triángulo. El congruum mismo es cuatro veces el área del propio triángulo pitagórico. El ejemplo de una progresión aritmética con el congruum 96 se puede obtener así de un triángulo rectángulo con catetos e hipotenusa de longitudes 6, 8 y 10.

## Relación con los números congruentes
Un número congruente se define como el área de un triángulo rectángulo con lados de longitudes racionales. Como todo congruum se puede obtener (utilizando la solución parametrizada) como el área de un triángulo pitagórico, se deduce que todo congruum es un número congruente. Por el contrario, todo número congruente es un congruum multiplicado por el cuadrado de un número racional. Sin embargo, probar si un número es un congruum es mucho más fácil que probar que si un número es congruente. Para el problema del congruum, la solución parametrizada reduce este problema de prueba a verificar un conjunto finito de valores de parámetros. Por el contrario, para el problema de los números congruentes, un procedimiento de prueba finito se conoce solo de forma conjetural, a través del teorema de Tunnell, bajo el supuesto de que la conjetura de Birch y Swinnerton-Dyer es verdadera.